# Acanthopale laxiflora
Acanthopale laxiflora C.B.Clarke, es una especie de planta perteneciente a la familia Acanthaceae. Se encuentra en Tanzania. 

## Descripción
Es un hierba arbustiva o arbusto que alcanza un tamaño de 3 m de altura, tallos jóvenes alados. Hojas con pecíolo de 1–4 cm de largo en las hojas más grandes, ovadas a elípticas, grandes de6,5-15 (-18,5) ≈ 2.5-5 (-7) cm, ápice acuminado . Flores en racimos alargados de hasta 16 cm de largo, con pedúnculo de hasta 1,5 cm de largo, con alas. Corola blanco con púrpura o con líneas de color púrpura en la garganta. Cápsula de 13–14 mm de largo. Semillas no se ven.

## Taxonomía
Acanthopale laxiflora fue descrita por (Lindau) C.B.Clarke y publicado en Flora of Tropical Africa 5: 63. 1899.
Etimología
Acanthopale: nombre genérico que deriva del griego acantho = "espina" y palum = "juego".
laxiflora: epíteto latino que significa "con flores laxas".
Sinonimia
- Dischistocalyx laxiflorus Lindau	[4]
- Acanthopale azaleoides C.B.Clarke[5]